# Lucien Bersot

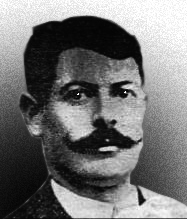
Lucien Bersot (1881–1915)

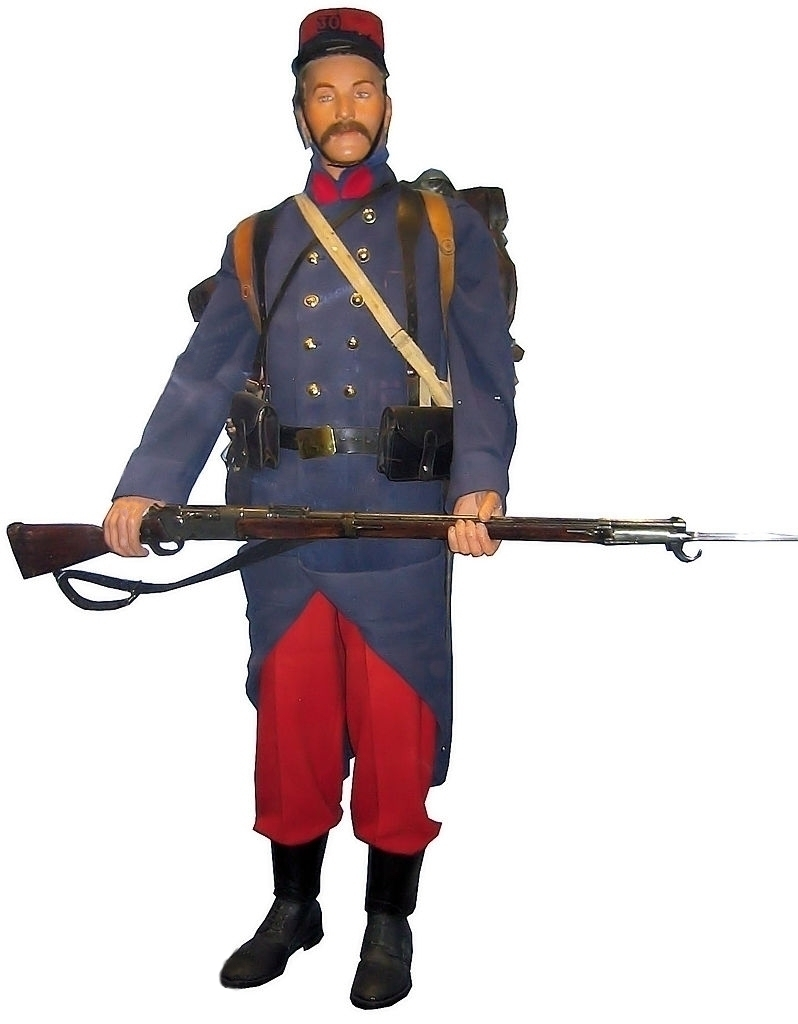
Französische Militäruniform im Ersten Weltkrieg

Lucien Jean Baptiste Bersot (* 7. Juni 1881 in Authoison; † 13. Februar 1915 in Fontenoy) war ein französischer Soldat. Er wurde während des Ersten Weltkriegs erschossen, weil er sich weigerte, eine Hose zu tragen, die einem Toten gehört hatte. Er wurde am 12. Juli 1922 rehabilitiert.

## Leben
Lucien Bersot stammte aus einer kleinbäuerlichen Familie des Départements Haute-Saône. Nachdem seine Eltern nach Besançon gezogen waren, erlernte Lucien dort den Beruf des Hufschmieds und heiratete 1908. Im folgenden Jahr wurde er Vater einer Tochter.
Bei Ausbruch des Ersten Weltkriegs war er 33 Jahre alt. Er wurde zum 60. Infanterieregiment eingezogen und befand sich im Winter 1914–1915 an der Aisne-Front, wo es gerade bei Soissons schwere Verluste erlitten hatte. Der Generalstab hielt das Regiment für wenig aktiv und betraute am 22. Januar 1915 Oberstleutnant François Maurice Auroux, einen ehemaligen Angehörigen der afrikanischen Truppen, mit dem Kommando des Regiments und der Aufgabe, „ihm wieder Biss zu verleihen“.
Da es in den Geschäften keine Hosen in seiner Größe mehr gab, konnte Lucien Bersot nur die weiße Leinenhose tragen, die er mit seinem Einberufungspaket erhalten hatte. Da er in den Schützengräben vor Kälte zitterte, bat er am 11. Februar 1915 den Fourier um eine Wollhose, die genauso aussah wie die, die seine Kameraden trugen. Der Feldwebel bot ihm eine zerlumpte und blutverschmierte Hose von einem toten Soldaten an, was Bersot ablehnte.
Für diese Weigerung wurde Lucien Bersot von Leutnant André mit einer achttägigen Gefängnisstrafe belegt. Oberstleutnant Auroux hielt diese Strafe jedoch für unzureichend und verlangte, dass er vor einen Sonderkriegsrat, ein regelrechtes Kriegsgericht, gestellt wurde. Da gerade neue, noch unerfahrene Rekruten eingetroffen waren, hatte er offensichtlich die Absicht, ein Exempel an der militärischen Disziplin zu statuieren.
Am 12. Februar 1915 wurde Bersot wegen Gehorsamsverweigerung vor den Sonder-Kriegsrat des Regiments unter dem Vorsitz von Auroux gestellt und zum Tode verurteilt. Die verhängte Strafe entsprach in keiner Weise dem Militärgerichtsgesetz, da das Vergehen im Hinterland und nicht im Kontakt mit dem Feind festgestellt worden war.
Zwei Kameraden des Verurteilten (Elie Cottet-Dumoulin und Mohn André) intervenierten daraufhin bei Auroux, um das Urteil abzumildern, wurden aber nicht angehört und ihrerseits mit Zwangsarbeit in Nordafrika bestraft. Andere wiederum weigerten sich, ihren Kameraden bei seiner Hinrichtung zu erschießen, die am 13. Februar 1915 in Fontenoy (Aisne) stattfand, da die Sonder-Kriegsräte im Gegensatz zu den normalen Kriegsräten kein Berufungsverfahren zuließen.

## Folgen
Nach dem Krieg wurde von der Zeitung Germinal unter der Federführung eines jungen Anwalts, René Rücklin, Generalrat von Belfort, eine Pressekampagne eingeleitet. Diese Initiative wurde von der Liga für Menschenrechte unterstützt und führte dazu, dass Lucien Bersot bereits am 12. Juli 1922 rehabilitiert wurde. Das Kassationsgericht entschied schnell, um die Ungerechtigkeit, die dem erschossenen Bersot widerfahren war, zu berichtigen. Dank dieser Rehabilitierung konnte seine Witwe die Kriegswitwenrente beanspruchen und seine Tochter als Mündel der Nation (Pupille de la Nation) anerkannt werden.
Oberst Auroux wurde angeklagt, da er rechtswidrig gehandelt hatte, als er gleichzeitig Ankläger und Vorsitzender des Kriegsrats war und eine Strafe verhängen ließ, die in keinem Verhältnis zur Schuld stand (Verstoß gegen Artikel 24 des Militärgerichtsgesetzes, festgestellt durch das Berufungsgericht Besançon am 10. April 1922). In der Abgeordnetenkammer wandte sich der Abgeordnete Louis Antériou, ein Kriegsveteran und späterer Rentenminister, an die Regierung, um seine Verurteilung zu fordern, doch Kriegsminister André Maginot schob die Diskussion unter dem Vorwand einer antimilitaristischen Kampagne auf. Auroux, der von Maginot und der militärischen Hierarchie geschützt wurde, entging bis zum Machtantritt des Linkskartells jeglicher Verurteilung und wurde 1924 in den Ruhestand versetzt, ohne den Rang eines Generals erreicht zu haben, der ihm ohne diese Ereignisse zugestanden hätte. Zuvor war er zum Kommandeur der Ehrenlegion ernannt worden.
Lucien Bersot wurde 1924 in ein Grab im Beinhaus des Friedhofs Chaprais in Besançon umgebettet. Eine Stele in der Nähe der Kirche von Fontenoy, die im November 1994 eingeweiht wurde, erinnert an ihn und an einen anderen, der als Exempel erschossen wurde: Den Soldaten Léonard Leymarie vom 305. Infanterieregiment, der am 12. Dezember 1914 unter dem Vorwand der Selbstverstümmelung (aufgrund der Angaben in einem ärztlichen Bericht) hingerichtet wurde, eine Tat, für die er stets seine Unschuld beteuert hatte (er war bei seinem Posten als Ausguck an der Hand verletzt worden; viele Fälle von freiwilliger Verstümmelung bestanden jedoch darin, eine brennende Zigarette in der hohlen Hand zu halten, die über die Brüstung des Schützengrabens ausgestreckt war). Leymarie wurde 1923 rehabilitiert.
Die Stadtverwaltung von Besançon hat am Eingang des Maison du peuple (Volkshaus) in der Rue Battant 11 eine Tafel angebracht. Diese am 11. November 2009 eingeweihte Tafel ehrt das Andenken an Lucien Bersot und einen anderen Poilu, Elie Cottet-Dumoulin, einen Zinnarbeiter aus Battant bei Besançon, der zu zehn Jahren Zuchthaus verurteilt wurde, weil er gegen die Bestrafung seines Regimentskameraden protestiert hatte.
In Authoison wurde 2014 eine Tafel zum Gedenken an Lucien Bersot und zur Abschreckung erschossenen Soldaten an das Kriegerdenkmal angebracht.